# Science in a Free Society
Science in a Free Society – książka napisana przez Paula Karla Feyerabenda (pierwsze wydanie: Londyn, New Left Books, 1978) traktowana przez samego autora jako drugi tom Against Method. W książce tej znaleźć można rozszerzoną dyskusję nad relatywizmem i rolą nauki i racjonalizmu w wolnym społeczeństwie. 
Wolne społeczeństwo autor określa tak:
Wolne społeczeństwo to społeczeństwo, w którym wszystkie tradycje mają równe prawa i równy dostęp do centrów władzy (to właśnie różni od zwykłej definicji, gdzie jednostki mają równe prawa dostępu do stanowisk określonych przez specjalną tradycję – tradycję Zachodniej Nauki i racjonalizm).
W książce tej chce Feyerabend wykazać, że racjonalność jest niczym więcej niż jedną z wielu tradycji w kulturze. Z całą pewnością nie jest ogólnym standardem, do którego dostosować muszą się pozostałe tradycje. W Części pierwszej argumentacja ta odniesiona jest do nauki, w Części drugiej zostaje rozszerzona na społeczeństwo jako całość.

Podstawowym problemem teoretycznym książki jest relacja między Rozumem a Praktyką. 
Nazwy te nieprzypadkowo pisze Feyerabend dużą literą, zaznaczając w ten sposób absolutyzację tych kategorii (np. „Rozum” to ponadhistoryczny rozum, zaś „rozum” to pojęcie, którego używa Feyerabend w technicznym sensie, podobnie „Praktyka” i „praktyka”, „Nauka” i „nauka”, itp.)

## Część pierwsza

### Idealizm,naturalizm,interakcjonizm,obiektywizma wpływowetradycje

#### Idealizm
Idealizm przyjmuje, że Praktyka (praktyka nauki, sztuki, języka naturalnego zwyczajów w przeciwieństwie do formalnych praw) stanowi surowy materiał, który dopiero musi być uformowany przez Rozum. To dopiero świadome i systematyczne stosownie Rozumu do częściowo ustrukturalizowanego, częściowo amorficznego materiału daje nam Naukę, Społeczeństwo w którym warto żyć, czy Historię, która może tym się poszczycić, że została w najlepszy możliwy sposób uczyniona przez ludzi.

#### Naturalizm
Naturalizm, z drugiej strony, zakłada, że historia, prawo, nauka są prawie tak doskonałe jak tylko mogą być. Ludzie nie mogą bezmyślnie działać i zawsze próbują, tak dobrze jak tylko potrafią, rozumować. Rezultaty są niedoskonałe częściowo z powodu niekorzystnych okoliczności, a częściowo dlatego, że dobre pomysły nie przychodzą do głowy wtedy, kiedy przyjść powinny. Próba reorganizacji nauki lub społeczeństwa przeprowadzana z perspektywy zakładanych, określonych teorii racjonalności naruszyłaby delikatną równowagę myśli, emocji, wyobraźni i warunków historycznych, nie prowadziłaby do również do doskonałości, tylko do chaosu. Tego typu obiekcje pojawiły się ponownie u Polányiego, Kuhna i innych przeciwko idealistycznym filozofiom nauki. Zrozumieć wszystkie możliwości rozumu, według naturalisty, to zobaczyć je w działaniu, to poddać analizie historię i jej produkty, a nie podążać za anemicznymi ideami nieznanego wraz z bogactwem nauki, poezji, języka. 

Zdaniem Feyerabenda idealizm i naturalizm mają wiele wspólnych wad (są swymi lustrzanymi odbiciami), które można usunąć drogą połączenia naturalizmu z idealizmem i postulowania interakcji Rozumu i Praktyki.

#### Interakcjonizm
Dla interakcjonizmu Rozum i Praktyka w równym stopniu biorą udział w historii. Rozum nie jest już dłużej, kierującą innymi tradycjami, instytucją. Jest to tradycja ze swoimi własnymi prawami i ze swoim tak dużymi (lub tak małymi) roszczeniami do bycia w centrum uwagi jak każda inna tradycja. Istnienie tej tradycji jest ani dobre ani złe, po prostu jest. To samo odnosi się do innych tradycji – nie są one ani dobre ani złe, po prostu są. Stają się one dobre lub ze (racjonalne/irracjonalne, pobożne/bezbożna, rozwinięte/prymitywne, humanitarne /nienawistne, itp.) wtedy tylko, gdy patrzy się na nie z punktu widzenia innych tradycji. 

#### Wpływowe tradycje a Obiektywizm
"Obiektywnie", zdaniem Feyerabenda, nie ma zbyt dużej różnicy między antysemityzmem a humanizmem. Humanista nienawidzi rasizmu a humanizm jest dla rasisty mdły. Relatywizm (w sensie Protagorasa) daje adekwatny obraz tej sytuacji. Wpływowe tradycje mające środki do wymuszania na innych przyjmowania ich sposobów życia mało sobie robią z relacyjnego charakteru sądów wartościujących (a filozofowie, którzy ich bronią wspomagają się pewnymi, dość elementarnymi, logicznymi błędami), mogą również sprawić, że ich ofiary o tym zapomną (to nazywane jest „edukacją”). Lecz gdy ofiary zyskają na sile, kiedy wskrzeszą swoje własne tradycje, zaczną robić to samo, co z nimi robiono – absolutyzować swoją tradycję. 

## Część druga

### Idea wolnego społeczeństwa
Część druga rozwija ideę wolnego społeczeństwa i określa jaką rolę pełni w nim nauka (intelektualiści). Wolne społeczeństwo to społeczeństwo, w którym wszystkie tradycje maj równe prawa i równy dostęp do centrów władzy (to właśnie różni od zwykłej definicji, gdzie jednostki mają równe prawa dostępu do stanowisk określonych przez specjalną tradycję – tradycję Zachodniej Nauki i racjonalizm). 
Tradycja otrzymuje te prawa nie z powodu ważności jaką ma dla outsiderów, lecz dlatego, że nadaje znacznie życiu tych, którzy w niej partycypują. Może jednak również być przedmiotem zainteresowania outsiderów. Przykładowo, niektóre formy medycyny plemiennej mogą być bardziej przydatne w diagnozowaniu i leczeniu schorzeń niż współczesna medycyna naukowa, a niektóre prymitywne kosmologie mogą nam pomóc zobaczyć z dystansu dominujące poglądy. W związku z tym zapewnienie tradycjom równości jest bardzo użyteczne.

### Jak realizować ideę wolnego społeczeństwa?
Feyerabend stawia istotne pytania:
Jak może być realizowane społeczeństwo, dające wszystkim tradycjom równe prawa?
Jak można usunąć naukę z dominującej pozycji jaką zajmuje teraz?
Gdzie jest teoria rozwiązująca problemy jakie powstaną w naszym nowym „Wolnym Społeczeństwie”?
Takie pytania powstają zawsze wtedy, gdy ludzie próbują uwolnić się od restrykcji nakładanych przez obce kultury. Pytania takie zakładają, że istnieć muszą teorie, które będą stawiać czoła tym problemom, insynuują one również, że teorie te wymyślone muszą być przez specjalistów, tj. intelektualistów, którzy to określają strukturę społeczeństwa, wyjaśniają co jest, a co nie jest możliwe, mówią każdemu co ma robić. 
Lecz, zauważa Feyerabend, w wolnym społeczeństwie intelektualiści to tylko jedna z tradycji. Nie mają żadnych specjalnych praw, a ich poglądy nie są przedmiotem specjalnego zainteresowania. Problemy winny być rozwiązywane nie przez specjalistów (choć ich rady nie należy lekceważyć), lecz przez zainteresowanych nimi ludzi, w połączeniu z ideami, które są przez samych ludzi określane jako wartościowe, oraz przy pomocy procedur, które oni uznają za najwłaściwsze. Wolne społeczeństwo wyrośnie z tego typu działań, a nie z teorii wymyślanych przez specjalistów.
Nie ma już więcej potrzeby, aby rozwój prowadzony by za pomocą abstrakcyjnych idei filozoficznych, takich jak marksizm. Ci, którzy będą w tym partycypować używać będą rozmaitych idei, różne grupy uczyć się będą wzajemnie od siebie, dla wspólnych potrzeb adaptować będą swoje własne poglądy i w związku z tym powstawało będzie tymczasowo wiele jednoczących ideologii. Lecz ideologie te wywodzić się będą z decyzji w konkretnych i trudnych do przewidzenia sytuacjach, odzwierciedlać będą uczucia, aspiracje, marzenia podejmujących decyzje, i jako takie nie mogą być przewidziane przez abstrakcyjne myśli grup specjalistów.
Właśnie dlatego wysiłki specjalnych grup łączących elastyczność z szacunkiem dla wszystkich tradycji będą stopniowo podkopywać wąski i sobie tylko służący ‘racjonalizm’ tych, którzy teraz używają pieniędzy z podatków do zniszczenia tradycji tych, którzy płacą podatki, do zniszczenia ich umysłów, gwałtu na ich środowisku i, ogólnie rzecz biorąc, do zamiany żyjących ludzkich istot w dobrze wyszkolonych niewolników ich własnych nudnych wizji życia.